# Bất đẳng thức Hermite–Hadamard
Trong toán học, bất đẳng thức Hermite–Hadamard, được đặt theo tên của Charles Hermite và Jacques Hadamard, phát biểu rằng nếu hàm ƒ : [a, b] → R là hàm lồi thì
{\displaystyle f\left({\frac {a+b}{2}}\right)\leq {\frac {1}{b-a}}\int _{a}^{b}f(x)\,dx\leq {\frac {f(a)+f(b)}{2}}.}
Bất đẳng thức này được khái quát hóa cho không gian nhiều chiều: nếu tập xác định {\displaystyle \Omega \subset \mathbb {R} ^{n}} là tập lồi, đóng và {\displaystyle f:\Omega \rightarrow \mathbb {R} } là hàm lồi dương, thì
{\displaystyle {\frac {1}{|\Omega |}}\int _{\Omega }f(x)\,dx\leq {\frac {c_{n}}{|\partial \Omega |}}\int _{\partial \Omega }f(y)\,d\sigma (y)}
với {\displaystyle c_{n}} là một hằng số chỉ phụ thuộc vào số chiều của không gian.